# Pushyamitra Shunga
Pushyamitra Shunga (185 – 149 v. Chr.) war ein indischer König und Begründer der nach ihm benannten Shunga-Dynastie.
Pushyamitra Shunga war der General des letzten Maurya-Herrschers Brihadratha. Bei einer Vorführung von Soldaten um 185 v. Chr. tötete Pushyamitra Shunga ihn und erhob sich selbst zum Herrscher. Pushyamitra Shunga war Brahmane und soll mehreren Quellen zufolge die Förderung des Buddhismus, der im Maurya-Reich großen Einfluss gewonnen hatte, unterdrückt haben; im Jahr 180 v. Chr. ließ er beispielsweise die Mönche (bhikkhus) des Klosters Kukkutarama bei Pataliputra töten. Zwar scheint er das vedische Pferdeopfer (ashvamedha) durchgeführt zu haben, doch wurden unter der Shunga-Dynastie auch buddhistische Tempelanlagen erweitert, so dass eine strikt anti-buddhistische Politik eher unwahrscheinlich ist.
Kurz nach seiner Thronbesteigung hatte er gegen das sich ausbreitende Reich der Indo-Griechen zu kämpfen, die es schafften, das Gebiet im Westen seines Herrschaftsbereiches bis Mathura zu erobern. Ein weiterer Feind war Kharavela aus Kalinga, dem es sogar gelang die Shunga-Hauptstadt Pataliputra zu erobern.